# دورات مياه عامة مختلطة

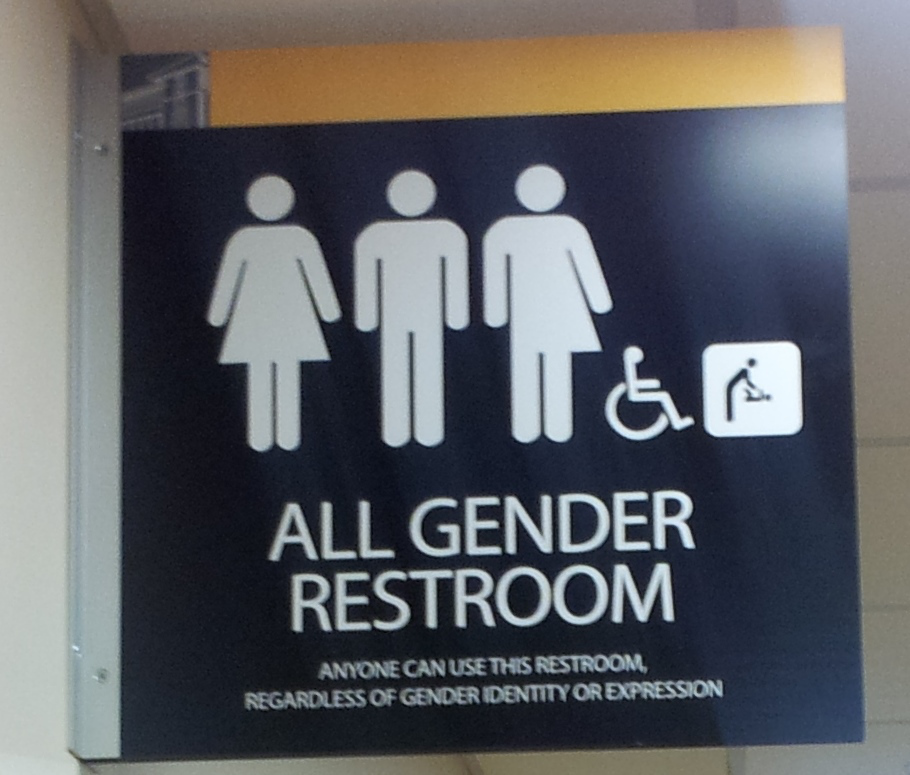
لافتة توضيحية في مدخل دورة مياه عامة مختلطة بمدينة سانت بول بولاية مينيسوتا الأمريكية.

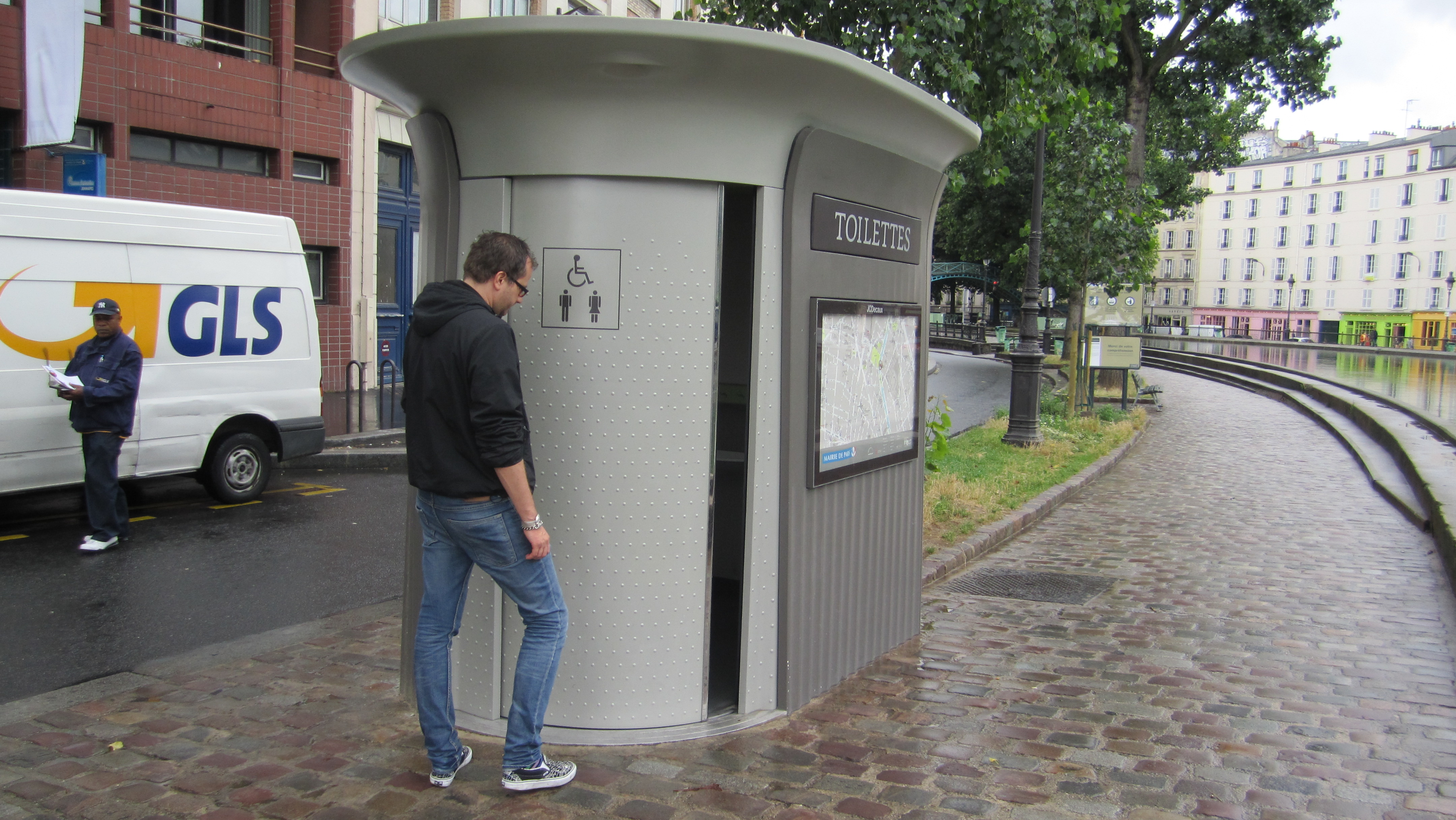
دورة مياه عمومية محايدة جنسيًا في باريس.

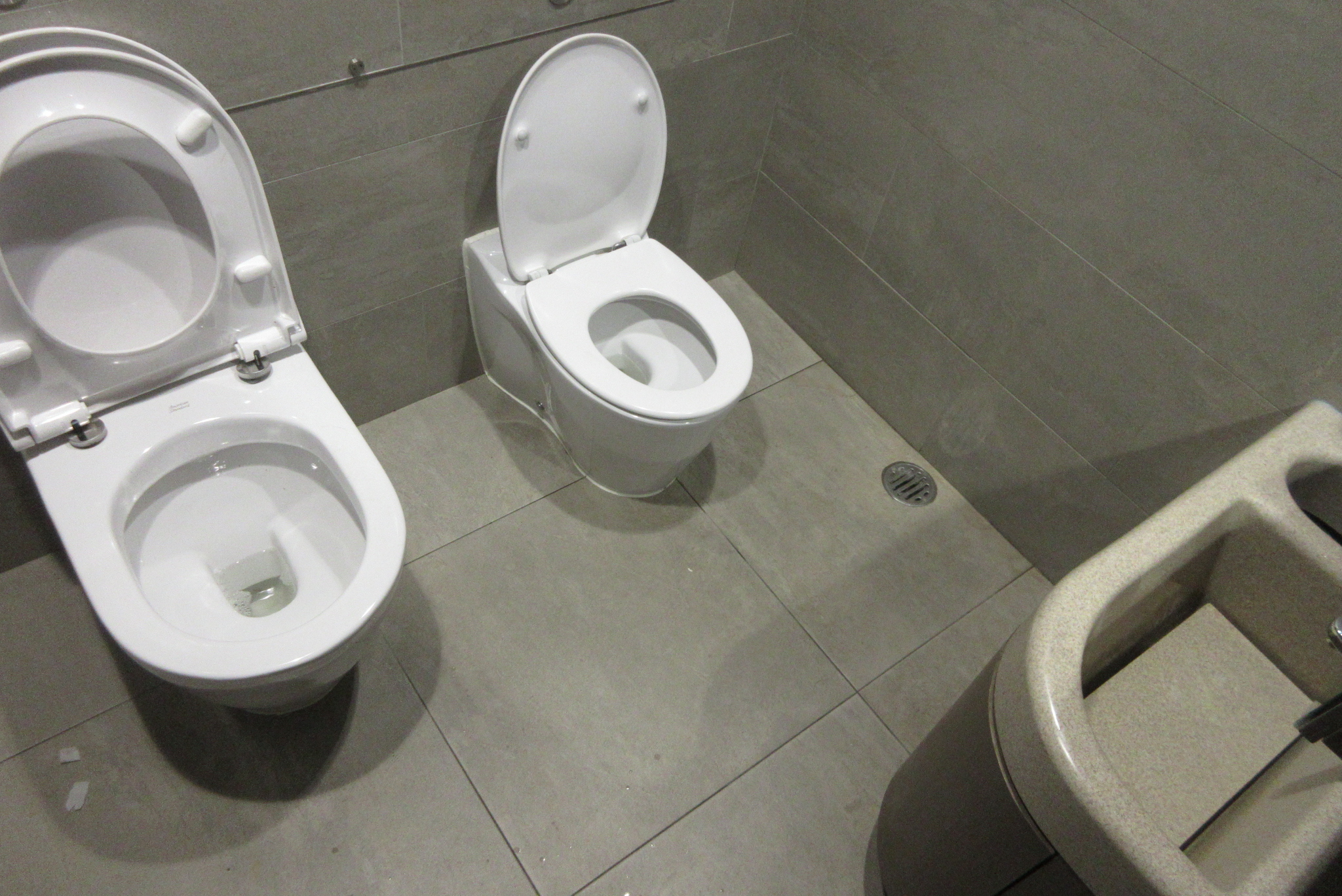
دورة مياه عائلية في هونغ كونغ. المرحاض صغير الحجم مخصص للأطفال.

يُسمى مصطلح دورات المياه العامة المختلطة أيضًا بدورات المياه العامة للجنسين، أو محايدة الجنس، أو المحايدة جندريًا أو مختلطة الجنس أو لجميع الأنواع الاجتماعية، ويشير إلى الحمّامات العامة التي لا تفصل بين الجنسين أو بين الأنواع الاجتماعية. يمكن أن تفيد هذه الحمامات مجموعة من الأشخاص سواءً أكانوا من ذوي الاحتياجات الخاصة أم لا، مثل المعوّقين، وكبار السن وأي شخص قد يحتاج مساعدة شخص من جنس أو جندر آخر، وهي مفيدة أيضًا للآباء والأمهات الذين يرغبون بمرافقة أطفالهم لقضاء الحاجة. تصب مناصرة الحمامات العامة المختلطة في مصلحة العديد من الفئات السكانية، وبالأخص مجتمع المتحولين جنسيًا، الذي يسعى لمحاربة التحرش بهؤلاء الأشخاص والعنف ضدهم.
تتخذ الحمامات العامة المختلطة عدة أنماط، فقد تكون مرافق وحيدة الإشغال توفر مقصورة واحدة فقط، أو أخرى متاحة لجميع المستخدمين فإما أن توفر مغاسل مشتركة في منطقة مفتوحة أو مغسلة خاصة بكل مستخدم في مقصورته الخاصة. قد تتوفر دورات المياه العامة المختلطة كبديلة لنظيرتها أحادية الجنس أو بالإضافة إليها.
يمكن لأي شخص استخدام الحمامات العامة المختلطة بغض النظر عن جنسه، أو نوعه الاجتماعي أو هويته الجندرية، سواءً أكان ذكرًا، أم أنثى، أم متحولًا جنسيًا أم ثنائي الجنس، على عكس الحمامات أحادية الجنس التي تنفصل لمرافق على أساس ثنائي فتتوزع على تلك المخصصة للذكور وأخرى مخصصة للإناث، وقد يكون هذا الفصل مفروضًا أحيانًا من قِبل القوانين المحلية أو قواعد البناء. تتضمن الفروقات الأساسية بين دورات المياه العامة المخصصة للذكور وتلك المخصصة للإناث في معظم الدول الغربية وجود المباول في الأولى والسلال الصحية لرمي منتجات العناية النسائية في الثانية، علمًا أنه يمكن إدراج هذه السلال بسهولة في بنية المراحيض العامة المختلطة.
ما يزال الجدال قائمًا وحادًا حيال الأهداف التاريخية من المراحيض منفصلة الجنس في الولايات المتحدة وأوروبا، بالإضافة إلى توقيت ظهورها. من المحتمل أن تكون الحماية من التحرش الجنسي إلى جانب الخصوصية هما السببان الرئيسيان وراء فصل الحمامات العامة، بالإضافة إلى مساهمة عوامل أخلاقية وغيرها. لكن تشعر بعض المجموعات النسائية بالقلق من أن الحمامات العامة المختلطة ستكون أقل أمانًا للنساء من نظيرتها المنفصلة حسب الجنس. أما ناشطو التحول الجنسي، فلطالما طالبوا بدورات مياه محايدة جنسيًا لتأمين مساحات آمنة لمن لا يُصنّفون ضمن الثنائي الجنسي.

## التصاميم

### الأنواع
صُممت بعض دورات المياه العامة المختلطة أو المحايدة جنسيًا ليستخدمها المعوّقون وكبار السن الذين قد يحتاجون مساعدة مقدم رعاية من جنس آخر، أو من أجل حالات أخرى قد تسبب فيها الحمامات العامة المنفصلة إزعاجًا ما، علمًا أن دورات المياه العامة المخصصة للمعوقين، وخصوصًا المعتمدين منهم على الكرسي المتحرك، قد تكون مختلطة أو مخصصة للجنس الواحد.
تشيع الحمامات العامة المختلطة أيضًا في الحالات التي تكون فيها المساحة محدودة، كما في مراحيض الطائرات والقطارات.

### المراحيض
إذا توفر أكثر من مرحاض واحد في دورة مياه عامة مختلطة، تُثبت مقاعد المراحيض أو مراحيض القرفصاء في مقصورات مغلقة كما هي الحال في الحمامات منفصلة الجنس، ولضمان الخصوصية البصرية، قد تزود هذه مقصورات بجدران ممتدة من الأرض إلى السقف.

### المغاسل
تُثبت المغاسل عادةً بتنسيق مفتوح كما في الحمامات منفصلة الجنس، ويستخدمها الناس من جميع الأنواع الاجتماعية بصورة جماعية، أو قد تتوفر مغسلة واحدة في كل مقصورة مرحاض عوضًا عن ذلك، كما هي الحال في الحمامات المختلطة المعدة لتستخدمها العائلات ومقدمو الرعاية.

### المباول
تُربك مسألة المباول العديد من مصممي الحمامات العامة المختلطة، ففي العديد من الحمامات العامة، يشير استخدام الذكور للمباول بشكل كبير إلى وجود خيارات كثيرة لتلبية حاجاتهم، فعادة ما تصطف طوابير الانتظار أمام حمامات الإناث وليس الذكور. توجد المراحيض عادة في مقصورات بأبواب قابلة للقفل، أما المباول فتُثبت عادة بحرية في صفوف في غرف حمامات منفصلة الجنس، ويؤدي هذا التصميم لاستهلاك أقل للمساحة وبالتالي إمكانيات أكبر للتبول الموفر للماء، مع تعزيز المزيد من الشروط الصحية في حمامات الذكور في كل مكان.
قُدمت المباول بدايةً في الحمامات العامة الخاصة بالذكور، أما المباول النسائية فما تزال منتجًا متخصصًا حتى الآن. سيؤدي إلغاء جميع المباول للتضحية بملاءمتها للمستخدمين الذكور وبالفوائد المتعلقة بالموارد، دون تحسين الشروط الصحية والانتظار المطوّل بالنسبة للإناث. من الممكن أيضًا توفير مباول منفصلة للذكور والإناث أو مباول مختلطة للجنسين، ما يزيد من مرونة الاستخدام، ولكن ذلك سيثير مشكلة التنسيق، فيمكن بهذه الحالة الاستمرار بتثبيت المباول في صفوف وفصلها بحواجز، ولكن قد لا تُقبل هذه البيئة الأقل خصوصية، مقارنة بمقصورات المراحيض، فنظرًا للأعراف الاجتماعية والثقافية، يمكن لمفهوم تبول الذكور وظهورهم مرئية للإناث أن يشكل إحراجًا لكلا الجنسين، وسيبدو غريبًا حاليًا ومناقضًا للآداب العامة بالنسبة للكثير من المستخدمين.
توجد العديد من المشاكل العملية الأخرى بالنسبة للإناث، مثل احتياجهن لاستخدام ورق المرحاض، أو الاضطرار لإنزال سراويلهن، وأحيانًا رعاية احتياجاتهن من النظافة الخاصة بالدورة الشهرية أثناء استخدامهن للمرحاض من أجل التبول. قد يكون البديل هو ملاءمة المباول لكلا الجنسين في مقصورات أو الاستمرار بتثبيتها في الحمامات العامة الخاصة بالذكور فقط، ولكن ذلك قد يحد من فوائد المباول المذكورة آنفًا على الأقل.
نادرًا ما تُثبت المباول منسقة ضمن مقصورات، فلم تكن ميزاتها عن المراحيض التقليدية واضحة لأنها ستتطلب نفس المساحة، وبأخذ كل ذلك بعين الاعتبار، يضع العديد من مصممي الحمامات العامة المختلطة الآن خططًا لإنشاء المباول في قسم أو زاوية منعزلين من غرفة الحمام، حتى لا تكون مرئية مباشرة لأي أحد في المناطق الأخرى من هذا الحمام العام. ويعتقد العديد من مصممي الحمامات العامة أن هذا هو أفضل حل ممكن للموازنة بين الكفاءة والحياء.

### الميزات المتعلقة بالبناء
حيثما تكون المساحة محدودة، تكون إمكانية إنشاء تصميم مزدوج للمرافق الصحية محدودة أو معدومة، لذا تُستخدم الحمامات المختلطة عادةً في العديد من أنظمة النقل العام، مثل عربات السكك الحديدية أو الطائرات.
تُعتبر الحمامات العامة المختلطة أقل إشكالًا بالنسبة لمقدمي الرعاية الصحية للمعالين (بمن فيهم الأطفال الصغار، وكبار السن، والمعوّقين ذهنيًا أو جسديًا)، وتتيح لهم الدخول سوية لغرف الحمام.
عادة ما تقضي الفتيات أو النساء مدة أطول داخل الحمامات من الفتيان أو الرجال، سواء أكان ذلك لأسباب فيزيولوجية أو ثقافية. وتعني الحاجة لاستخدام مقصورة عوضًا عن المبولة أن عملية التبول ستستغرق وقتًا أطول، وأن النظافة ستسبب مشكلة أكبر، فسيتطلب الأمر غسلًا أشد لليدين.

### المساوئ المتعلقة بالبناء
يُرفض دمج الحمامات التي كانت منفصلة الجنس سابقًا أو بناء حمامات مختلطة جديدة أحيانًا، بسبب صعوبات إدارية أو متعلقة بقوانين البناء. وقد يكون موقع الحمامات العامة أحيانًا محتمًا بتصميم السمكرة الحالي، فإذا كانت الطريقة الوحيدة لبناء الحمامات العامة المختلطة هي بوضعها في مساحات معزولة بعيدًا عن الأشخاص المسؤولين عن الإشراف على المكان، قد يكون هذا التصميم محل اعتراض لأسباب تتعلق بالسلامة، ويجادل البعض أن القوانين التي تفرض تساوي المعاملة بين النساء والرجال في إتاحة الحمامات العامة غير عادلة.

## وصلات خارجية
- إرشادات تعليمية حيال الحمامات المحايدة جندريًا (بالإنجليزية)
- قاعدة بيانات بمواقع دوارت المياه العائلية (بالإنجليزية)
- جامعة كوينز – سياسة دورات المياه المحايدة جندريًا (بالإنجليزية)